# Bassus melleus
Bassus melleus är en stekelart som först beskrevs av Charles Thomas Brues 1926.  Bassus melleus ingår i släktet Bassus och familjen bracksteklar. Inga underarter finns listade.